# 钱镖
钱镖（?—?），杭州临安人。中国五代十国时期吴越国大臣。
钱镖是钱宽第三子，是吴越武肃王钱镠的弟弟。钱镖年轻时骁勇善战，天祐初年，淮南将领陶雅攻打婺州，钱镠命令率兵前去救援，没有成功。天宝年间，吴军攻打苏州，钱镖派杜建徽前去救援。解围后，高澧在湖州叛乱，钱镖前去讨伐高澧。次年，钱镠巡视湖州，以钱镖为刺史。钱镖嗜酒喜欢杀人，害怕钱镠责备他，于是在天宝四年（911年）冬，杀死都监潘长、推官鍾德投奔吴国。吴国武义初年，钱镖在吴国担任右龙武统军，在任上去世。钱镖出奔时，留下两个儿子在吴越，一个五岁，一个不满周岁。钱镠把两个侄子养在宫中，为两个孩子取名钱可团、钱可圆，来期盼钱镖能回来。
钱镖在吴国又生儿育女，第三女嫁明州刺史黄晟子，第五女嫁吴国名将周本之孙。